# ألتينالب تورم
ألتينالب تورم (بالإنجليزية: Altenalp Türm) هو أحد جبال سلسلة جبال الألب أبينزيل وجزء من القمة الأم Säntis يقع في سويسرا. يبلغ ارتفاع الجبل حوالي 2033 متر، بينما يبلغ ارتفاع نتوء الجبل 133 متر.